# Krótki pamiętnik Jakuba Czarnieckiego
Krótki pamiętnik Jakuba Czarnieckiego – opowiadanie autorstwa Witolda Gombrowicza, które pierwotnie weszło w skład zbioru Pamiętnik z okresu dojrzewania (1933).

Utwór zawiera prefigurację wielu motywów literackich, które znajdą rozwinięcie w wydanej w 1937 powieści Ferdydurke. Autor wyeksponował w swoim dziele skomplikowany proces dojrzewania głównego bohatera wraz z kontekstem kulturowym zjawiska. Czarniecki zmaga się w utworze z zagadnieniem określenia własnej tożsamości, charakterystycznym dla nastolatków, jednak szczególnie nacechowanym problematyką pochodzenia rasowego. Jego ojciec był Polakiem, „pięknym mężczyzną, wyniosłej postawy” oraz „szlachetnej rasy”, natomiast matka nawróconą na katolicyzm Żydówką, której mąż od początku związku „nie znosi”, a nawet „nienawidzi” (małżeństwo trwa wiele lat) z wzajemnością. Samo istnienie bohatera, jego narodzenie, jest w tym kontekście dla niego tajemnicą. Używa wobec siebie metafory „szczur” (z dookreśleniem „plamisty”). Duża część tekstu dotyka też norm związanych z pojęciem męskości i związanych z nim dylematów.
Natura przebłagać się nie da i przypomnij sobie francuskie przysłowie: "Dieu pardonnera, les hommes oubblieront, mais le nez restera" (pol. Bóg wybaczy, ludzie zapomną, ale nos pozostanie).

A ja wzrastałem. Czasem ojciec brał mnie na kolana i z niepokojem, długo badał moje oblicze. – Nos, jak dotąd – mój – słyszałem jak szeptał. – Chwała Bogu! Ale tu w oczach... i w uszach... biedne dziecię! – i szlachetne jego rysy ściągały się bólem. – Okropnie cierpieć będzie, gdy dojdzie do świadomości, nie zdziwiłbym się, gdyby dokonało się w nim wówczas coś w rodzaju wewnętrznego pogromu.
Rozterki bohatera są kanwą do roztrząsania przez autora genezy i treści najważniejszych składowych polskiej ideologii narodowej, w tym mesjanizmu, czy toposu przedmurza chrześcijańskiego. Luigi Marinelli napisał, że „nie ma chyba w literaturze polskiej tekstu, w którym najciemniejsza strona polonocentryzm w dydaktyce polonistycznej zostałaby obnażona w sposób bardziej kategoryczny i groteskowy”. Jan Błoński wskazał, że Gombrowicz w swym utworze „próbuje poddać eksperymentom społeczeństwo, w którym żyje i człowieka ukształtowanego przez tę zbiorowość, przez jej kulturowe norm i katechizmy”.
Michał Głowiński interpretował dzieło poprzez „dialektykę tego, co w sytuacji jednostki, ale także – w życiu społecznym, jest odbierane jako swojskie, i tego, co tworzy domenę obcości”. Bożena Umińska stwierdziła, że opowiadanie daje czytelnikowi „bodaj czy nie najciekawszą w literaturze dwudziestolecia parabolę dotyczącą rozkładu wartości w stosunkach polsko-żydowskich”. 
W 1957 opowiadanie weszło do tomu Bakakaj pod zmienionym przez autora tytułem Pamiętnik Stefana Czarnieckiego.